# Macarangela uranarcha
Macarangela uranarcha är en fjärilsart som beskrevs av Edward Meyrick 1892. Macarangela uranarcha ingår i släktet Macarangela och familjen bronsmalar. Inga underarter finns listade i Catalogue of Life.